# Ximango
Ximango o Chimango es el apodo dado a una de las dos corrientes que existieron inicialmente en el Imperio del Brasil, durante el período de regencia, y que apoyaban al gobierno. Formaron el Partido Moderado y tuvieron la oposición de los exaltados, también llamados jurujubas o farroupilhas (que habían sido pacificados por Luiz Alves de Lima e Silva), que buscaban derrocarlos. Más tarde también se les opuso el Partido Restaurador, apodado los Caramurus.
Durante el período de la regencia, los Ximangos eran contrarios a la descentralización y a las reformas, querían el orden, la continuación de la monarquía y el voto censitario (basado en los recursos económicos), las buenas relaciones con Inglaterra y el mantenimiento de Brasil como país agrícola y exportador. Mientras que los exaltados eran partidarios de reformas para mejorar la situación de los más pobres y exigían el pleno derecho de manifestación, un régimen republicano, el voto para todos, independientemente de sus posesiones, la independencia con relación a Inglaterra, la industrialización y la autonomía de las provincias.
En Río Grande del Sur, el término fue utilizado en varias ocasiones: durante el segundo reinado, los partidarios del Partido Liberal recibieron el apodo peyorativo de «“”Ximangos“”', en alusión al ave de rapiña, y se opusieron al Partido Conservador.
Después de la Proclamación de la República, y con ocasión de la Revolución de 1923, los federalistas apodaron ximangos a los gobernantes.
Se les identificaba por el pañuelo blanco al cuello; sus antagonistas regionales eran los maragatos, que llevaban pañuelos rojos. Políticamente se caracterizaban por su tendencia a gobernar (perpetuarse en el poder), mientras que los maragatos solían adoptar una postura opositora a nivel estatal.
Procedían de la corriente fuertemente positivista que había dominado el Partido Republicano Riograndense desde Júlio de Castilhos.
En la Revolución de 1923, en Rio Grande do Sul, los Ximangos eran partidarios de Borges de Medeiros, que buscaba la reelección permanente al gobierno del estado, con el «apoyo del gobierno central (ya que no tenía conocimiento de la “política estadual”)», mientras que los Maragatos apoyaban a Assis Brasil. Borges de Medeiros fue llamado satíricamente Antônio Chimango, en una obra literaria atribuida a Ramiro Barcelos publicada bajo la pseudoautoría de Amaro Juvenal.